# Kanaskat
Kanaskat ist ein gemeindefreies Gebiet im King County im US-Bundesstaat Washington. Kanaskat erscheint erstmals auf der Cumberland U.S. Geological Survey Map.
Kanaskat war eine kleine Liegenschaft an der Northern Pacific Railway, heute von der BNSF Railway betrieben, die zur Eröffnung der Querverbindung zwischen Palmer und Auburn 1899–1900 durch die Subunternehmer der Northern Pacific Horace C. Henry und Nelson Bennett erbaut wurde. Kanaskat diente als Wasser-Stop für die Dampflokomotiven außerhalb von Auburn; außerdem war Kanaskat ein kleiner Güterbahnhof mit Waage an der Strecke der NP (Green River Branch) nordwärts nach Kangley, Selleck und Kerriston sowie für die großen Sägewerke im Süden in Enumclaw und Buckley.
1900 baute die NP ein 870 m langes Ausweichgleis, ein 366 m langes Park-Gleis, einen Abzweig (den Green River Branch) nach Kangley, Selleck, Barneston und Kerriston, eine kombinierte Bahnstation vierter Klasse, einen Wartesaal zweiter Klasse, eine Arbeiterunterkunft für 24 Personen, eine Doppel-Werkstatt und einen Wassertank sowie einen Wasserkran. Der reich verzierte Viktorianische Bahnhof brannte 1944 bis auf die Grundmauern nieder, als ein vom Dach überragtes Holzlager Feuer fing. Er wurde durch eine neuartigen Ersatzbau ersetzt – einen Lokschuppen mit rundem Dach. Nach dem Zweiten Weltkrieg ersetzte die Northern Pacific den Lokschuppen durch einen soliden Ziegelbau. Dieser bestand bis 1959, als das Ingenieur-Corps der U.S. Army die Northern Pacific dazu drängte, einen anderen Haltepunkt unmittelbar nordwestlich ihrer nach dem Krieg eingerichteten Liegenschaft einzurichten. Dies wurde auch durch die Streckenverlegung aufgrund des Baus des Howard A. Hanson Dam durch das Ingenieur-Corps in Eagle Gorge erforderlich. Kanaskat hat daher die zweifelhafte Ehre, der Standort von vier unterschiedlichen Bahnhöfen innerhalb von 90 Jahren gewesen zu sein.
Die Chicago, Milwaukee, St. Paul and Pacific Railroad kreuzte ebenfalls das Gebiet von Nord nach Süd von ihrer Hauptstation Cedar Falls aus bis zu dem im Süden in Enumclaw gelegenen Sägewerk. Gleisverbindungen zwischen den beiden Strecken wurden nördlich und südlich der Ortslage hergestellt. Der Ort ist nach Chief Kanasket (auch Kanaskat geschrieben) benannt, einem Häuptling der Klickitat, der von der U.S. Army etwa 1855/56 getötet wurde.
Der Kanaskat-Palmer State Park liegt unmittelbar südlich der Siedlung.